# Kienhorst/Köllnseen/Eichheide

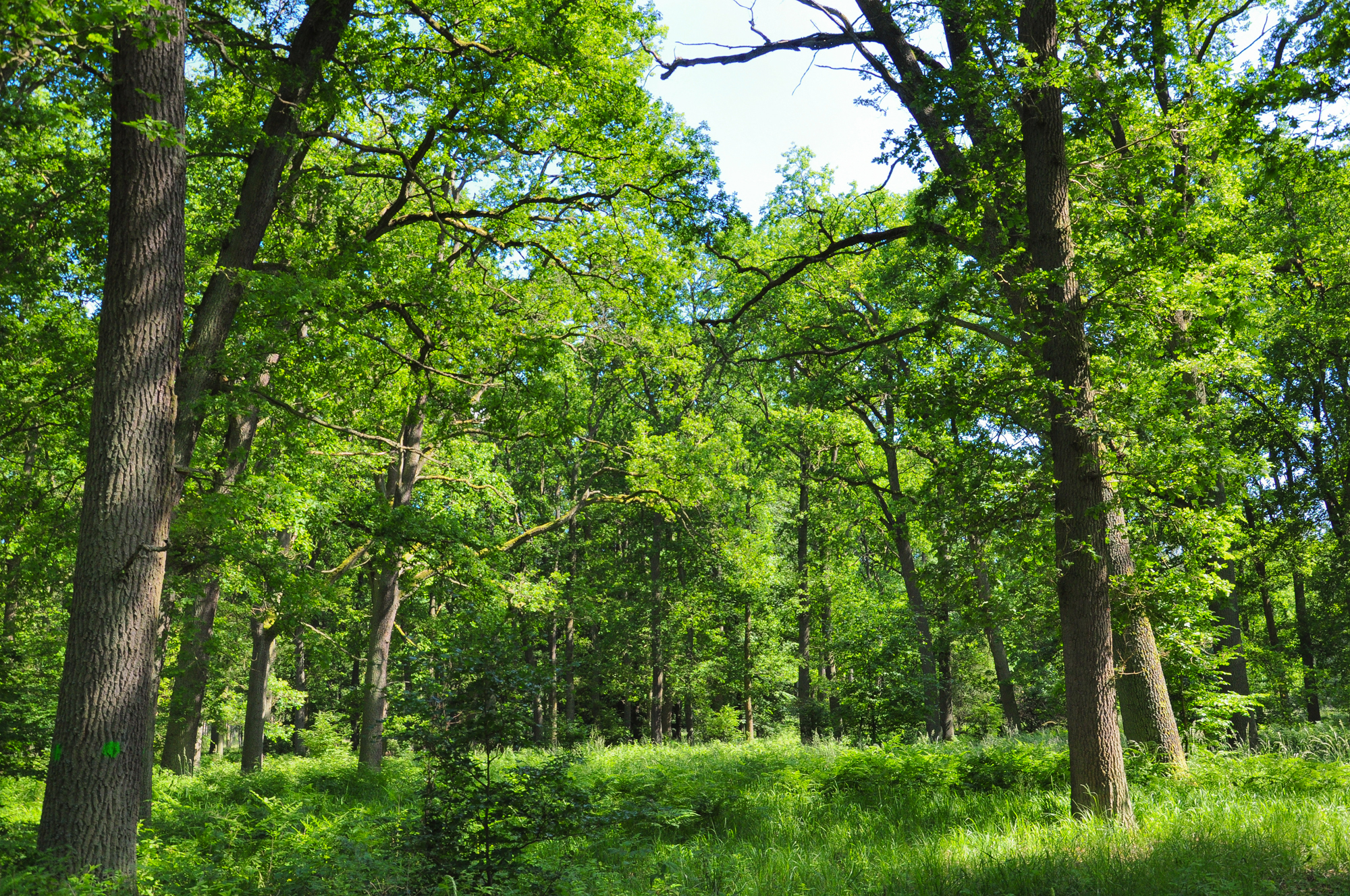
Naturschutzgebiet Kienhorst/Köllnseen/Eichheide

Das Naturschutzgebiet Kienhorst/Köllnseen/Eichheide liegt auf dem Gebiet des Landkreises Barnim in Brandenburg. 
Das 5005,07 ha große Naturschutzgebiet, das mit Verordnung vom 12. September 1990 unter Naturschutz gestellt wurde, erstreckt sich zwischen Joachimsthal im Nordosten und Groß Schönebeck im Südwesten. Unweit östlich erstreckt sich der 7,65 km² große Werbellinsee. Westlich des Gebietes verläuft die Landesstraße L 100, östlich die L 220, die L 238 und die A 11.